# JAM-ISM 〜JAM Project BEST COLLECTION III〜
『JAM-ISM 〜JAM Project BEST COLLECTION III〜』（ジャムイズム ジャム プロジェクト ベスト コレクション スリー）は、JAM Projectの3作目のベストアルバム。2004年9月23日にLantisから発売された。

## 概要
- 前作「FREEDOM 〜JAM Project BEST COLLECTION II〜」から約1年ぶりのリリース。
- 自身の2004年にリリースする作品としては、5作目のリリースとなった。

## 収録曲
1. VICTORY [5:36]
作詞：影山ヒロノブ、作曲・編曲：河野陽吾
2. 紅ノ牙 [3:55]
作詞：影山ヒロノブ、作曲：河野陽吾、編曲：須藤賢一
3. VOYAGER [4:16]
作詞：Geila.Z、作曲：影山ヒロノブ、編曲：河野陽吾
4. Cry for the Earth [4:51]
作詞・作曲：影山ヒロノブ、編曲：河野陽吾
5. DRAGON [4:15]
作詞：影山ヒロノブ、作曲・編曲：須藤賢一
6. Destination [4:11]
作詞：影山ヒロノブ・松本梨香、作曲：影山ヒロノブ、編曲：須藤賢一
7. 戦士よ眠れ… [4:55]
作詞：影山ヒロノブ、作曲：福山芳樹、編曲：河野陽吾
8. 約束の地 [5:59]
作詞：奥井雅美、作曲・編曲：河野陽吾
9. 魔神見参!! [4:42]
作詞・作曲：影山ヒロノブ、編曲：須藤賢一
10. No Serenity [5:57]
作詞：影山ヒロノブ、作曲・編曲：河野陽吾
11. The Gate of the Hell [6:02]
作詞：影山ヒロノブ、作曲・編曲：河野陽吾
12. Promise 〜未来への誓い〜 [6:21]
作詞：影山ヒロノブ、作曲・編曲：河野陽吾
13. 炎皇合神!ソルグラヴィオン!! [4:31]
作詞：影山ヒロノブ、作曲：河野陽吾、編曲：須藤賢一
  - シングルとは違い、アウトロのシャウトがオミットされている。
14. Peaceful One [5:53]
作詞・作曲：奥井雅美、編曲：須藤賢一

## 演奏
- 栗山善親：シンセサイザープログラミング
- 河野陽吾：シンセサイザープログラミング、キーボード、ギター、アコースティックギター、ベース
- 須藤賢一：キーボード
- 松尾洋一、福山芳樹、大槻啓之：ギター
- 影山ヒロノブ、古川昌義：アコースティックギター
- 山本直哉、村上聖、鳴瀬喜博：ベース
- そうる透：ドラムス

## タイアップ
| 曲名                        | タイアップ                                                                  |
| --------------------------- | --------------------------------------------------------------------------- |
| VICTORY                     | PS2『スーパーロボット大戦MX』オープニングテーマ                             |
| 紅ノ牙                      | UHFアニメ『超重神グラヴィオンツヴァイ』オープニングテーマ                   |
| VOYAGER                     | キッズステーションアニメ『パンダーゼット』オープニングテーマ                |
| DRAGON                      | OVA『新ゲッターロボ』オープニングテーマ                                     |
| Destination                 | PS2『サンライズ・ワールド・ウォー from サンライズ英雄譚』オープニングテーマ |
| 戦士よ眠れ…                 | OVA『マジンカイザー 〜死闘!暗黒大将軍〜』エンディングテーマ                 |
| 約束の地                    | PS2『スーパーロボット大戦MX』エンディングテーマ                             |
| 魔神見参!!                  | OVA『マジンカイザー 〜死闘!暗黒大将軍〜』挿入歌                             |
| No Serenity                 | OVA『新ゲッターロボ』エンディングテーマ                                     |
| The Gate of the Hell        | OVA『マジンカイザー 〜死闘!暗黒大将軍〜』オープニングテーマ                 |
| Promise 〜未来への誓い〜    | PS2『サンライズ・ワールド・ウォー from サンライズ英雄譚』エンディングテーマ |
| 炎皇合神!ソルグラヴィオン!! | UHFアニメ『超重神グラヴィオンツヴァイ』挿入歌                               |